# Campoletis rufosignata
Campoletis rufosignata là một loài tò vò trong họ Ichneumonidae.